# Íris Stefanelli

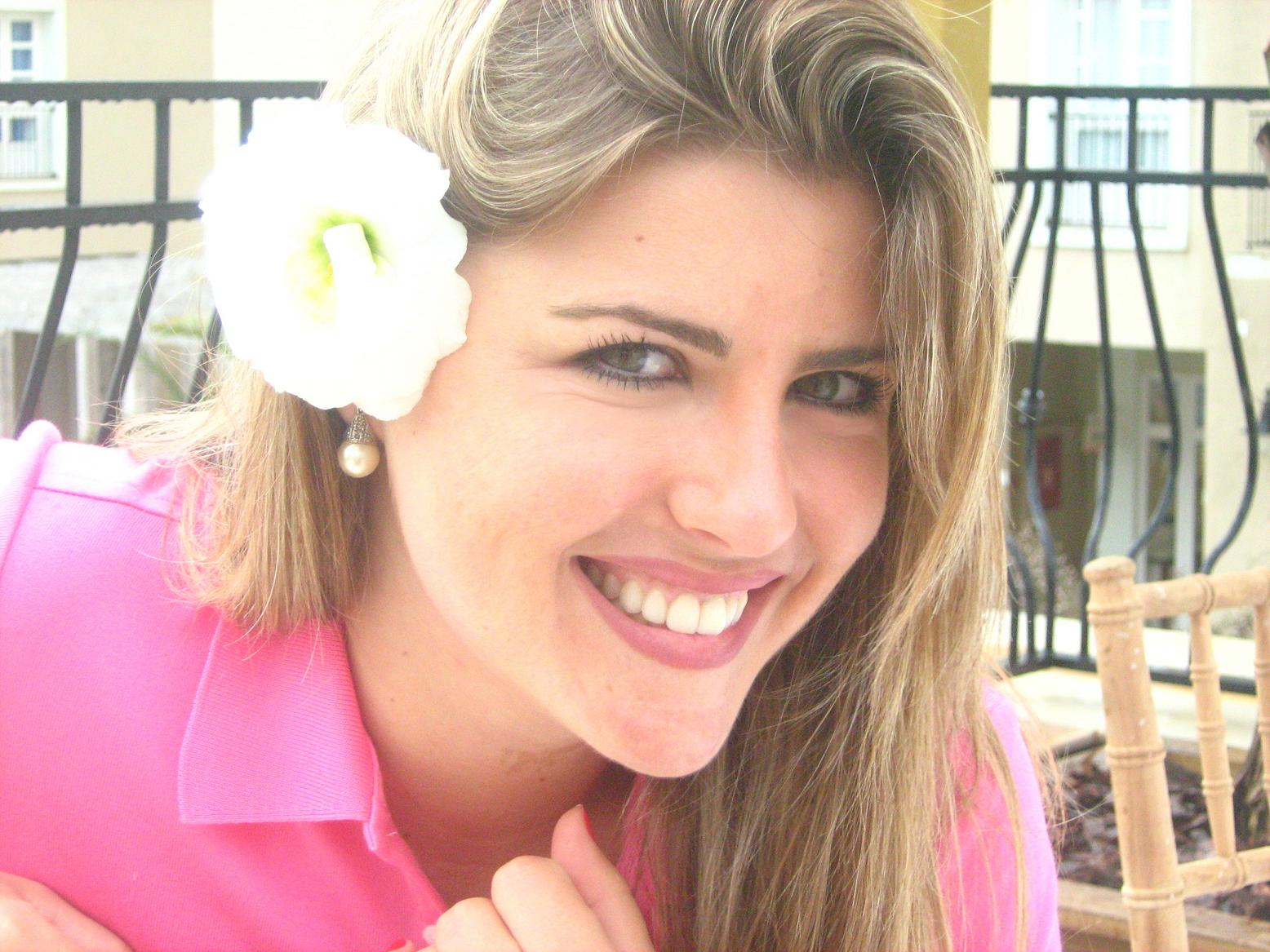
Íris Stefanelli

Irislene „Íris“ Stefanelli (anhörenⓘ; * 23. Juni 1979 in Tupã, São Paulo) ist eine brasilianische Schauspielerin und Fernsehmoderatorin.

## Biografie

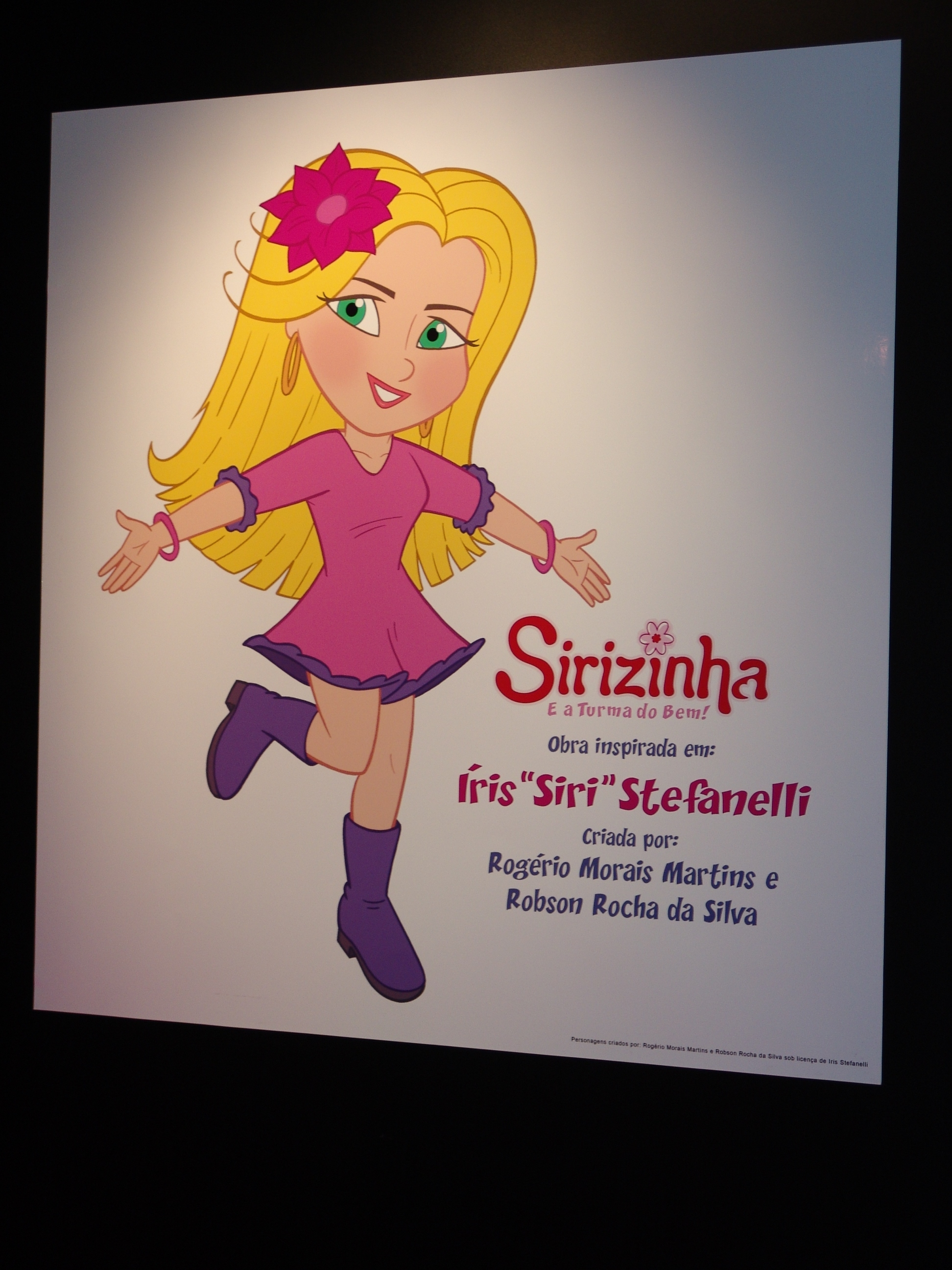
Sirizinha

Íris Stefanelli wurde in Tupã geboren. Sie war das erste Kind von Antonio Carlos Stefanelli und Aparecida Clarice Stefanelli und wuchs in einer Familie mit knappen finanziellen Ressourcen auf.
Sie begann eine Ausbildung zur Krankenschwester und arbeitete als Verkäuferin zur Unterstützung ihres Studiums.
Ihr erster Auftritt im Fernsehen war in der Reality-Show Big Brother Brasilien in der 7. Staffel, in der sie in der 7. Woche ausschied. Sie nahm auch an der gleichen Reality-Show in Argentinien teil. Danach erschien sie häufiger in den Medien und gewann mehrere Preise.
Stefanelli war auch als Covergirl des brasilianischen Playboy-Magazin in dessen Jubiläumsausgabe zu sehen. Diese Ausgabe wurden die am meisten verkaufte Ausgabe dieses Magazins in Brasilien.
Sie vertreibt Kindermode und Schönheitsprodukte. Es gibt zwei ihr nachempfundene Comic-Figuren, Sirizinha und Sirizinha Baby, die von Rogério Martins und Robson Rocha entworfen wurden.

## Karriere

### Fernsehen
Seit 2007 ist sie Moderatorin von TV Fama (Rede TV!).

### Radio
Von März bis Juli 2008 arbeitete Stefanelli mit dem Co-Host Transalouca in einer Radio-Show, in der sie Nachrichten über Prominente präsentiert.

### Theater
- Die Hamletmaschine .... Hamlet (Juli 2011)
- Furcht und Elend des Dritten Reiches (Dezember 2010)
- As Desgraças de uma Criança .... Madalena (Juni 2010)
- Die Möwe .... Polina Andryevna (Dezember 2009)
- A Invasão .... Malu (Juni 2009)